# Telmatherina wahjui
Telmatherina wahjui là một loài cá thuộc họ Telmatherinidae. Nó là loài đặc hữu của Indonesia.